# Персистенция фетального гемоглобина
Персистенция фетального гемоглобина — наследственная гемоглобинопатия, при которой после рождения ребёнка не происходит постепенной замены фетального гемоглобина, так называемого гемоглобина F на «взрослый» тип гемоглобина — гемоглобин А, обладающий большей функциональной стабильностью в широком интервале pH, хотя и меньшей кислород-связывающей способностью. При этом, поскольку фетальный гемоглобин менее стоек и стабилен, у страдающих этой формой гемоглобинопатии укорочен срок жизни эритроцитов, повышен гемолиз и повышено разрушение эритроцитов в селезёнке, со всеми вытекающими последствиями в виде перегрузки организма железом и желчными пигментами и хронического «перенапряжения» эритроцитарного ростка костного мозга.